# The True Story of the Civil War
The True Story of the Civil War ist ein US-amerikanischer Kurz-Dokumentarfilm von Louis Clyde Stoumen, der mit einem Oscar ausgezeichnet wurde.

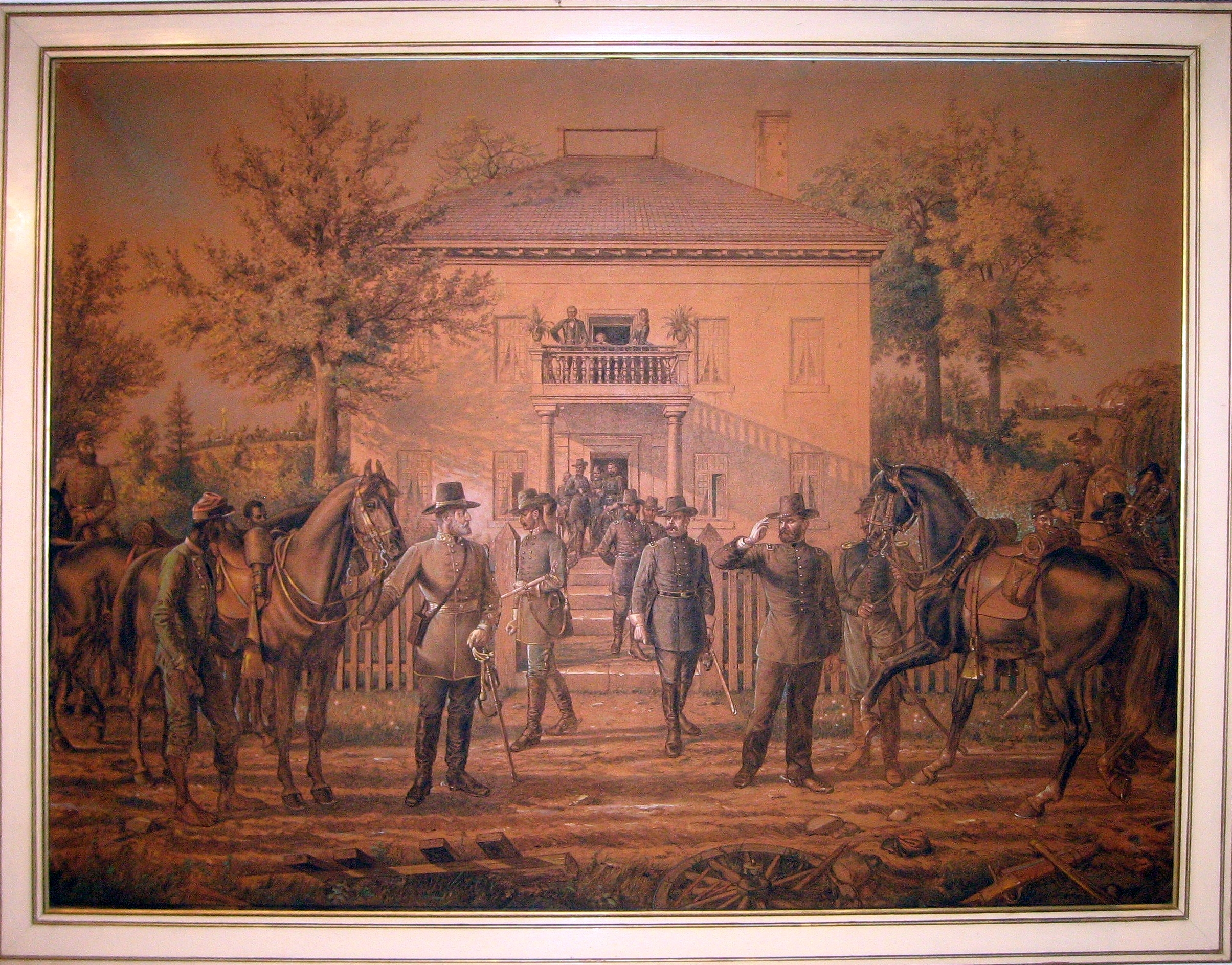
„Sezessionskrieg“ Bild des Historienmalers Karl Jauslin

## Handlung
Stoumen setzt seinen Film über den Sezessionskrieg aus zahlreichen Fotografien, Zeitungsberichten, Karikaturen, Schlagzeilen und nachgestellten Szenen zusammen. Auch Umfragen über die Ursachen und zu den Schlachten fließen in den Film ein. Ebenso werden die Konfliktparteien mit ihren Befehlshabern Abraham Lincoln (USA) und Jefferson Davis (Konföderierte Staaten von Amerika) vorgestellt. Auch wird über die Auswirkungen des Bürgerkriegs referiert.

## Produktion
Premiere hatte der Film am 22. Dezember 1956 in New York. Produktionsfirmen waren die Times Film Corporation (theatrical) sowie die Camera Eye Pictures Inc. (all media)
Der Soundtrack zum Film wurde 1958 erstmals auf einer LP von Coral veröffentlicht. Enthalten ist ein achtseitiges Booklet mit Fotos vom Bürgerkrieg und Liedtexten.

## Auszeichnungen
1957 wurde Stoumen in der Kategorie „Bester Dokumentarfilm (Kurzfilm)“ mit einem Oscar für The True Story of the Civil War ausgezeichnet.